# Olympische Winterspiele 2018/Teilnehmer (Niederlande)
| Gelbes Symbol für Goldmedaillen mit stilisierten Olympischen Ringen | Graues Symbol für Silbermedaillen mit stilisierten Olympischen Ringen | Braundes Symbol für Bronzemedaillen mit stilisierten Olympischen Ringen |
| ------------------------------------------------------------------- | --------------------------------------------------------------------- | ----------------------------------------------------------------------- |
| 8                                                                   | 6                                                                     | 6                                                                       |

Die Niederlande nahmen an den Olympischen Winterspielen 2018 in Pyeongchang mit 34 Athleten in vier Disziplinen teil, davon 16 Männer und 18 Frauen. Fahnenträger bei der Eröffnungsfeier war Jan Smeekens.

## Medaillen

### Medaillenspiegel
| Rang   | Sportart       | G | S | B | Gesamt |
| ------ | -------------- | - | - | - | ------ |
| 1      | Eisschnelllauf | 7 | 4 | 5 | 16     |
| 2      | Shorttrack     | 1 | 2 | 1 | 4      |
| Gesamt | Gesamt         | 8 | 6 | 6 | 20     |

### Medaillengewinner
| Name/n                                                              | Sportart       | Wettkampf      |
| ------------------------------------------------------------------- | -------------- | -------------- |
| Gold                                                                |                |                |
| Esmee Visser                                                        | Eisschnelllauf | 5000 m         |
| Jorien ter Mors                                                     | Eisschnelllauf | 1000 m         |
| Ireen Wüst                                                          | Eisschnelllauf | 1500 m         |
| Carlijn Achtereekte                                                 | Eisschnelllauf | 3000 m         |
| Sven Kramer                                                         | Eisschnelllauf | 5000 m         |
| Kjeld Nuis                                                          | Eisschnelllauf | 1000 m 1500 m  |
| Suzanne Schulting                                                   | Shorttrack     | 1000 m         |
| Silber                                                              |                |                |
| Ireen Wüst                                                          | Eisschnelllauf | 3000 m         |
| Patrick Roest                                                       | Eisschnelllauf | 1500 m         |
| Jorrit Bergsma                                                      | Eisschnelllauf | 10.000 m       |
| Marrit Leenstra Ireen Wüst Antoinette de Jong Lotte van Beek        | Eisschnelllauf | Teamverfolgung |
| Sjinkie Knegt                                                       | Shorttrack     | 1500 m         |
| Yara van Kerkhof                                                    | Shorttrack     | 500 m          |
| Bronze                                                              |                |                |
| Antoinette de Jong                                                  | Eisschnelllauf | 3000 m         |
| Marrit Leenstra                                                     | Eisschnelllauf | 1500 m         |
| Irene Schouten                                                      | Eisschnelllauf | Massenstart    |
| Koen Verweij                                                        | Eisschnelllauf | Massenstart    |
| Suzanne Schulting Yara van Kerkhof Lara van Ruijven Jorien ter Mors | Shorttrack     | 3000-m-Staffel |
| Sven Kramer Koen Verweij Jan Blokhuijsen Patrick Roest              | Eisschnelllauf | Teamverfolgung |

## Teilnehmer nach Sportarten

### Eisschnelllauf
| Athleten               | Wettbewerbe | Zeit             | Rang   |
| ---------------------- | ----------- | ---------------- | ------ |
| Frauen                 |             |                  |        |
| Anice Das              | 500 m       | 38,75 s          | 19     |
| Antoinette de Jong     | 3000 m      | 4:00,02 min      | Bronze |
| Esmee Visser           | 5000 m      | 6:50,23 min      | Gold   |
| Marrit Leenstra        | 1000 m      | 1:14,85 min      | 6      |
| Marrit Leenstra        | 1500 m      | 1:55,26 min      | Bronze |
| Jorien ter Mors        | 500 m       | 37,539 s         | 6      |
| Jorien ter Mors        | 1000 m      | 1:13:56 min (OR) | Gold   |
| Ireen Wüst             | 1000 m      | 1:15,32 min      | 9      |
| Ireen Wüst             | 1500 m      | 1:54,35 min      | Gold   |
| Ireen Wüst             | 3000 m      | 3:59,29 min      | Silber |
| Lotte van Beek         | 500 m       | 39,18 s          | 23     |
| Lotte van Beek         | 1500 m      | 1:55,27 min      | 4      |
| Carlijn Achtereekte    | 3000 m      | 3:59,21 min      | Gold   |
| Annouk van der Weijden | 5000 m      | 6:54,17 min      | 4      |
| Männer                 |             |                  |        |
| Bob de Vries           | 5000 m      | 6:22,26 min      | 15     |
| Jan Smeekens           | 500 m       | 34,930 s         | 10     |
| Jan Blokhuijsen        | 5000 m      | 6:14,75 min      | 7      |
| Sven Kramer            | 5000 m      | 6:09,76 min (OR) | Gold   |
| Sven Kramer            | 10.000 m    | 13:01,02 min     | 6      |
| Ronald Mulder          | 500 m       | 34,839 s         | 7      |
| Kjeld Nuis             | 1000 m      | 1:07,95 min      | Gold   |
| Kjeld Nuis             | 1500 m      | 1:44,01 min      | Gold   |
| Patrick Roest          | 1500 m      | 1:44,86 min      | Silber |
| Kai Verbij             | 500 m       | 34,90 s          | 9      |
| Kai Verbij             | 1000 m      | 1:08,61 min      | 6      |
| Koen Verweij           | 1000 m      | 1:09,14 min      | 9      |
| Koen Verweij           | 1500 m      | 1:46,26 min      | 11     |
| Jorrit Bergsma         | 10.000 m    | 12:41,98 min     | Silber |

| Athleten               | Wettbewerbe | Halbfinale | Halbfinale | Finale | Finale | Rang   |
| Athleten               | Wettbewerbe | Punkte     | Rang       | Punkte | Rang   | Rang   |
| ---------------------- | ----------- | ---------- | ---------- | ------ | ------ | ------ |
| Frauen                 |             |            |            |        |        |        |
| Irene Schouten         | Massenstart | 5          | 4          | 20     | 3      | Bronze |
| Annouk van der Weijden | Massenstart | 40         | 2          | 0      | 14     | 14     |
| Männer                 |             |            |            |        |        |        |
| Sven Kramer            | Massenstart | 6          | 4          | 0      | 16     | 16     |
| Koen Verweij           | Massenstart | 5          | 5          | 20     | 3      | Bronze |

| Athleten                                                     | Wettbewerbe    | Viertelfinale      | Viertelfinale    | Halbfinale         | Halbfinale  | Finale A/B | Finale A/B  | Rang   |
| Athleten                                                     | Wettbewerbe    | Gegner             | Zeit             | Gegner             | Zeit        | Gegner     | Zeit        | Rang   |
| ------------------------------------------------------------ | -------------- | ------------------ | ---------------- | ------------------ | ----------- | ---------- | ----------- | ------ |
| Frauen                                                       |                |                    |                  |                    |             |            |             |        |
| Marrit Leenstra Ireen Wüst Antoinette de Jong Lotte van Beek | Teamverfolgung | Südkorea           | 2:55,61 min (OR) | Vereinigte Staaten | 3:00,41 min | Japan      | 2:55,48 min | Silber |
| Männer                                                       |                |                    |                  |                    |             |            |             |        |
| Sven Kramer Koen Verweij Jan Blokhuijsen Patrick Roest       | Teamverfolgung | Vereinigte Staaten | 3:40,03 min      | Norwegen           | 3:38,46 min | Neuseeland | 3:38,40 min | Bronze |

### Shorttrack
| Athlet                                                              | Wettbewerb     | Vorlauf      | Vorlauf | Viertelfinale | Viertelfinale | Halbfinale    | Halbfinale    | Finale A/B        | Finale A/B    | Rang          |
| Athlet                                                              | Wettbewerb     | Zeit         | Rang    | Zeit          | Rang          | Zeit          | Rang          | Zeit              | Rang          | Rang          |
| ------------------------------------------------------------------- | -------------- | ------------ | ------- | ------------- | ------------- | ------------- | ------------- | ----------------- | ------------- | ------------- |
| Männer                                                              |                |              |         |               |               |               |               |                   |               |               |
| Daan Breeuwsma                                                      | 500 m          | 40,806 s     | 2       | 40,677 s      | 2             | 40,775 s      | 4             | 40,835 s          | 7             | 7             |
| Daan Breeuwsma                                                      | 1000 m         | 1:24,429 min | 4       | ausgeschieden | ausgeschieden | ausgeschieden | ausgeschieden | ausgeschieden     | ausgeschieden | 26            |
| Dylan Hoogerwerf                                                    | 500 m          | 40,657 s     | 2       | 41,007 s      | 3             | ausgeschieden | ausgeschieden | ausgeschieden     | ausgeschieden | 11            |
| Sjinkie Knegt                                                       | 500 m          | DSQ          | DSQ     | ausgeschieden | ausgeschieden | ausgeschieden | ausgeschieden | ausgeschieden     | ausgeschieden | ausgeschieden |
| Sjinkie Knegt                                                       | 1000 m         | 1:23,823 min | 1       | DSQ           | DSQ           | ausgeschieden | ausgeschieden | ausgeschieden     | ausgeschieden | 16            |
| Sjinkie Knegt                                                       | 1500 m         | 2:15,949 min | 3       | −             | −             | 2:11,900 min  | 1             | 2:10,555 min      | 2             | Silber        |
| Itzhak de Laat                                                      | 1000 m         | 1:24,639 min | 1       | 1:24,423 min  | 3             | ausgeschieden | ausgeschieden | ausgeschieden     | ausgeschieden | 10            |
| Itzhak de Laat                                                      | 1500 m         | 2:15,691 min | 1       | −             | −             | 2:11,781 min  | 3             | 2:12,362 min      | 6             | 6             |
| Daan Breeuwsma Sjinkie Knegt Itzhak de Laat Dennis Visser           | 5000-m-Staffel | −            | −       | −             | −             | DSQ           | DSQ           | DSQ               | DSQ           | DSQ           |
| Frauen                                                              |                |              |         |               |               |               |               |                   |               |               |
| Yara van Kerkhof                                                    | 500 m          | 43,430 s     | 2       | 43,197 s      | 2             | 43,192 s      | 1             | 43,256 s          | 2             | Silber        |
| Yara van Kerkhof                                                    | 1000 m         | 1:43,364 min | 2       | 1:29,670 min  | 4             | ausgeschieden | ausgeschieden | ausgeschieden     | ausgeschieden | 14            |
| Lara van Ruijven                                                    | 500 m          | 43,771 s     | 3       | ausgeschieden | ausgeschieden | ausgeschieden | ausgeschieden | ausgeschieden     | ausgeschieden | 20            |
| Lara van Ruijven                                                    | 1000 m         | 1:30,896 min | 1       | 1:31,754 min  | 4             | ausgeschieden | ausgeschieden | ausgeschieden     | ausgeschieden | 13            |
| Jorien ter Mors                                                     | 1500 m         | 2:28,587 min | 2       | −             | −             | 2:34,385 min  | 1             | 2:25,955 min      | 5             | 5             |
| Suzanne Schulting                                                   | 500 m          | DNF          | DNF     | ausgeschieden | ausgeschieden | ausgeschieden | ausgeschieden | ausgeschieden     | ausgeschieden | 30            |
| Suzanne Schulting                                                   | 1000 m         | 1:29,519 min | 1       | 1:29,377 min  | 2             | 1:30,949 min  | 1             | 1:29,778 min      | 1             | Gold          |
| Suzanne Schulting                                                   | 1500 m         | 2:27,730 min | 1       | −             | −             | 2:34,632 min  | 4             | 2:37,163 min      | 10            | 10            |
| Yara van Kerkhof Lara van Ruijven Jorien ter Mors Suzanne Schulting | 3000-m-Staffel | −            | −       | −             | −             | 4:05,977 min  | 3             | 4:03,471 min (WR) | 1             | Bronze        |

### Skeleton
| Athlet        | Lauf 1  | Lauf 1 | Lauf 2  | Lauf 2 | Lauf 3  | Lauf 3 | Lauf 4  | Lauf 4 | Gesamt      | Gesamt |
| Athlet        | Zeit    | Rang   | Zeit    | Rang   | Zeit    | Rang   | Zeit    | Rang   | Zeit        | Rang   |
| ------------- | ------- | ------ | ------- | ------ | ------- | ------ | ------- | ------ | ----------- | ------ |
| Frauen        |         |        |         |        |         |        |         |        |             |        |
| Kimberley Bos | 52,33 s | 8      | 52,26 s | 7      | 51,99 s | 6      | 52,01 s | 7      | 3:28,59 min | 8      |

### Snowboard
| Athleten              | Wettbewerbe | Qualifikation | Qualifikation | Finale        | Finale        | Rang |
| Athleten              | Wettbewerbe | Punkte        | Rang          | Punkte        | Rang          | Rang |
| --------------------- | ----------- | ------------- | ------------- | ------------- | ------------- | ---- |
| Frauen                |             |               |               |               |               |      |
| Cheryl Maas           | Big Air     | 65,00         | 20            | ausgeschieden | ausgeschieden | 20   |
| Cheryl Maas           | Slopestyle  | abgesagt 1    | abgesagt 1    | 35,30         | 23            | 23   |
| Männer                |             |               |               |               |               |      |
| Niek van der Velden 2 | Big Air     | DNS           | DNS           | DNS           | DNS           | DNS  |
| Niek van der Velden 2 | Slopestyle  | DNS           | DNS           | DNS           | DNS           | DNS  |

| Athleten        | Wettbewerbe           | Qualifikation | Qualifikation | Achtelfinale  | Achtelfinale  | Viertelfinale | Viertelfinale | Halbfinale    | Halbfinale    | Finale/Platz 3 | Finale/Platz 3 | Rang |
| Athleten        | Wettbewerbe           | Gegner        | Zeit          | Gegner        | Zeit          | Gegner        | Zeit          | Gegner        | Zeit          | Gegner         | Zeit           | Rang |
| --------------- | --------------------- | ------------- | ------------- | ------------- | ------------- | ------------- | ------------- | ------------- | ------------- | -------------- | -------------- | ---- |
| Frauen          |                       |               |               |               |               |               |               |               |               |                |                |      |
| Michelle Dekker | Parallel-Riesenslalom | 1:33,60 min   | 17            | ausgeschieden | ausgeschieden | ausgeschieden | ausgeschieden | ausgeschieden | ausgeschieden | ausgeschieden  | ausgeschieden  | 17   |